# Bużka
Bużka [pronunciación en polaco: /ˈbuʂka/] es un pueblo ubicado en el distrito administrativo de Gmina Sarnaki, dentro del Distrito de Łosice, Voivodato de Mazovia, en el este de Polonia central. Se encuentra aproximadamente a 4 kilómetros al norte de Sarnaki, a 20 kilómetros al noreste de Łosice, y a 131 kilómetros al este de Varsovia.